# Гархвальський університет імені Хемваті Нандана Бахугуни
Гархвальський університет імені Хемваті Нандана Бахугуни (англ. Hemwati Nandan Bahuguna Garhwal University) — публічний університет у регіоні Гархвал індійського штату Уттаракханд з головним офісом на берегу Алакнанди в окрузі Техрі-Гархвал біля міста Срінагар. Названий на ім'я Хемваті Нандана Бахугуни та знаходиться під керівництвом регіонального уряду.
| Прапор Індії | Це незавершена стаття про Індію. Ви можете допомогти проєкту, виправивши або дописавши її. |

1. ↑  https://ess.inflibnet.ac.in/member.php